# Ивајловград
Ивајловград (буг. Ивайловград) град је у Републици Бугарској, у крајње јужном делу земље, седиште истоимене општине Ивајловград у оквиру Хасковске области.

## Географија
Положај: Ивајловград се налази у крајње јужном делу Бугарске, близу државне границе са Грчком — 5 источно километара од града. Од престонице Софије град је удаљен 340 km југоисточно, а од обласног средишта, Хаскова град је удаљен 105 km југоисточно.
Рељеф: Област Ивајловграда се налази у источној подгорини Родопа, на месту где се отвара долина доње Арде. Надморска висина града је око 190 m.
Клима: Клима у Ивајловграду је измењено континентална клима са утицајем оближњег Егејског мора.
Воде: Северно од Ивајловграда протиче река Арда доњим делом свог тока.

## Историја
Област Ивајловграда је првобитно било насељено Трачанима, а после њих овом облашћу владају стари Рим и Византија. Јужни Словени ово подручје насељавају у 7. веку. Од 9. века до 1373. године област је била у саставу средњовековне Бугарске.
Крајем 14. века област Ивајловграда је пала под власт Османлија, који владају облашћу 5 векова.
Године 1912. град је постао део савремене бугарске државе. Насеље постоје убрзо средиште окупљања за села у околини, са више јавних установа и трговиштем.

## Становништво
По проценама из 2010. године Ивајловград је имао око 4.000 становника. Огромна већина градског становништва су етнички Бугари. Последњих 20-ак година град губи становништво због удаљености од главних токова развоја у земљи.
Претежан вероисповест месног становништва је православље.